# Nórico Mediterráneo
La provincia de Nórico Mediterráneo (Noricum mediterraneum) fue una división administrativa del Imperio romano utilizada durante su periodo conocido como «Bajo Imperio». Formaba parte de la diócesis de Panonia y a pesar de lo que podría indicar su nombre, no se encontraba cerca del mar sino en el área alpina de la actual Austria.

## Las provincias del Bajo Imperio romano
Durante la tetrarquía de Diocleciano se realizó una profunda reorganización de la Administración imperial en la que uno de los aspectos más destacados fue la creación de un buen número de provincias mediante la división de las existentes. Parece ser que el objetivo de esta reforma era el aumento del número de gobernadores y la reducción de su ámbito de actuación para que esta se desarrollase más eficazmente.
Las provincias formaban la base de la pirámide administrativa. En niveles superiores se situaban las diócesis (que agrupaban varias provincias), las prefecturas del pretorio (que agrupaban varias diócesis) y finalmente, el Imperio que se dividía en prefecturas.
Las funciones del gobernador abarcaban todos los ámbitos excepto el militar: mantenían la ley y el orden, ejecutaban las órdenes de los ámbitos administrativos superiores, administraban la justicia en primera instancia, recaudaban los impuestos y otros ingresos imperiales o del emperador y estaban al cargo del servicio postal así como del mantenimiento de los edificios públicos.

## Historia
Fue creada mediante la división de la provincia Nórico en dos nuevas: Nórico Ripense (la mitad norte) y Nórico Mediterráneo (la mitad sur) que incluía la antigua capital Virunum.
Para el año 304 esta división ya se encuentra atestiguada epigráficamente y para el año 310 hay testimonio de un governador en la provincia del sur. Como división entre ambas se utilizaron las cumbres alpinas que establecían un límite natural y discurrían de este a oeste haciendo que, ya anteriormente, se administrase la provincia de manera diferenciada.
Tras las guerras de Diocleciano con los alamanes, ambas provincias se vieron libres de ataques bárbaros de entidad durante el siglo IV aunque no pudieron evitar devastaciones ocasionadas por las guerras civiles romanas: Constancio II contra Magnencio, Galo y Juliano así como Teodosio contra Magno Máximo. Graciano retiró muchas tropas de esta área y desde Honorio la paga para los soldados que quedaron cesó de llegar regularmente. Esto hizo que durante el siglo V la administración romana desapareciese paulatinamente y fueran frecuentes los ataques y pillajes de los bárbaros.  Así, el ejército de Radagaiso arrasó su parte oriental de camino a Italia en 405. Alarico y sus godos se instalaron dentro de la provincia en 408 y desde allí, emprendieron su segunda invasión de Italia. Tras unas décadas de relativa tranquilidad, los hunos de Atila la cruzaron en 451 camino de la Galia. 
Como consecuencia de estas desgracias, las ciudades importantes fueron destruidas y abandonadas por sus habitantes que se refugiaron en asentamientos situados dentro de la montaña y con difícil acceso denominados Fliehburgen. La Administración provincial tuvo que ser trasladada desde Virunum a la, más escondida, Tiburnia desde inicios del siglo V.

## Características
Sus límites administrativos eran: Noricum ripense al norte; Pannonia Prima y Pannonia savia al este y la diócesis de Italia Anonaria al sur y el oeste. 
Presentaba una orografía montañosa alpina donde las principales ciudades se levantaban en los valles de los ríos Drava y Mura. Estas eran la capital Virunum (cerca de la actual Maria Saal), Tiburnia (en el área municipal de Lendorf) y Flavia Solvia (junto a las actuales Wagna y Leibnitz).
A diferencia de la provincia del norte, no tenía guarniciones militares significativas y los soldados que se encontraban en la provincia pertenecían a unidades estacionadas en aquella.
Dentro de la red viaria que discurría por la provincia destacaba la calzada que se dirigía desde Lauriacum (Enns) en el Danubio hasta Emona (Liubliana) y Aquileia (Aquilea).